# Nasser Valverde
Nasser Valverde (4 gennaio 1993) è un calciatore nicaraguense, difensore del Chinandega.

## Carriera

### Club
Ha giocato dal 2011 al 2016 al Diriangén. Nel 2016 viene acquistato dalla Juventus Managua, dove rimane per 3 campionati consecutivi, nei quali totalizza 81 presenze e 9 reti in prima divisione; gioca poi per una stagione nel Walter Ferreti, con cui disputa ulteriori 13 incontri in prima divisione. Dopo una sola stagione lascia il club e si accasa al Chinandega, altro club di prima divisione.

### Nazionale
Tra il 2011 ed il 2013 ha giocato complessivamente 8 partite con la nazionale Under-20, 5 delle quali nel Campionato nordamericano di calcio Under-20 (2 nell'edizione casalinga del 2011, chiusa con un terzo posto, e 3 nell'edizione del 2013); nel 2012 ha inoltre giocato anche 2 partite con la nazionale Under-23, valevoli per le qualificazioni ai Giochi Olimpici di Londra 2012.
Ha giocato una gara con la sua nazionale il 26 febbraio 2012, in una partita amichevole contro il Porto Rico.

## Statistiche

### Presenze e reti nei club
Statistiche aggiornate al 2 luglio 2016.
| Stagione         | Squadra          | Campionato       | Campionato | Campionato | Totale   | Totale |
| Stagione         | Squadra          | Campionato       | Presenze   | Reti       | Presenze | Reti   |
| ---------------- | ---------------- | ---------------- | ---------- | ---------- | -------- | ------ |
| 2011-2012        | Diriangén        | PD               | ?          | ?          | ?        | ?      |
| 2012-2013        | Diriangén        | PD               | ?          | ?          | ?        | ?      |
| 2013-2014        | Diriangén        | PD               | 23         | 0          | 23       | 0      |
| 2014-2015        | Diriangén        | PD               | 18         | 0          | 18       | 0      |
| 2015-2016        | Diriangén        | PD               | 20         | 0          | 20       | 0      |
| Totale Diriangén | Totale Diriangén | Totale Diriangén | 61+        | 0+         | 61+      | 0+     |
| 2016-            | Juventus Managua | PD               | 0          | 0          | 0        | 0      |
| Totale carriera  | Totale carriera  | Totale carriera  | 61+        | 0+         | 61+      | 0+     |

### Cronologia presenze e reti in nazionale
| Cronologia completa delle presenze e delle reti in nazionale ― Nicaragua | Cronologia completa delle presenze e delle reti in nazionale ― Nicaragua | Cronologia completa delle presenze e delle reti in nazionale ― Nicaragua | Cronologia completa delle presenze e delle reti in nazionale ― Nicaragua | Cronologia completa delle presenze e delle reti in nazionale ― Nicaragua | Cronologia completa delle presenze e delle reti in nazionale ― Nicaragua | Cronologia completa delle presenze e delle reti in nazionale ― Nicaragua | Cronologia completa delle presenze e delle reti in nazionale ― Nicaragua |
| Data                                                                     | Città                                                                    | In casa                                                                  | Risultato                                                                | Ospiti                                                                   | Competizione                                                             | Reti                                                                     | Note                                                                     |
| ------------------------------------------------------------------------ | ------------------------------------------------------------------------ | ------------------------------------------------------------------------ | ------------------------------------------------------------------------ | ------------------------------------------------------------------------ | ------------------------------------------------------------------------ | ------------------------------------------------------------------------ | ------------------------------------------------------------------------ |
| 26-2-2012                                                                | Managua                                                                  | Nicaragua                                                                | 4 – 1                                                                    | Porto Rico                                                               | Amichevole                                                               | -                                                                        |                                                                          |
| Totale                                                                   |                                                                          | Presenze                                                                 | 1                                                                        |                                                                          | Reti                                                                     | 0                                                                        |                                                                          |